# سیارک ۴۹۲۴
سیارک ۴۹۲۴ (به انگلیسی: 4924 Hiltner، نامگذاری:1981EQ40) چهار هزار و نهصد و بیست و چهارمین سیارک کشف شده‌است که در ۲ مارس ۱۹۸۱ کشف شد.
قدر مطلق سیارک برابر ۱۵٫۳۰ است.